# Wild Talents
Wild Talents: Superhero Roleplaying in a World Gone Mad är ett amerikanskt superhjälterollspel, publicerat av Arc Dream Publishing. Spelet är skrivet av Dennis Detwiller med Greg Stolze, Kenneth Hite och Shane Ivey, och illustrerat av Christopher Shy, Sam Araya och Todd Shearer. Det släpptes för distribution världen över 18 december 2006.
Rollspelet fortsätter i samma kampanjvärld som Godlike efter andra världskriget. Till skillnad från de första talangerna (en: talents) som upptäcktes under andra världskriget kan inte de senare motverka varandras superkrafter genom endast viljestyrka. Förutom att vara en uppföljning till Godlike beskriver Wild Talents hur spelet kan användas i andra typer av superhjältekampanjer.
One-Roll Engine som spelet använder som regelsystem har utökats och förbättras från Godlike. Tiosidiga tärningar används fortfarande där lika utfall på två eller flera tärningar ger ett lyckat resultat.